# Hu Ruoyu
Hu Ruoyu (1894 - 26 novembre 1949), est un général chinois qui fut brièvement gouverneur du Yunnan en 1927.
Né à Luoping, il participe à l'insurrection de 1911 contre la dynastie Qing alors qu'il est étudiant au collège militaire du Yunnan et sert en tant que commandant de régiment après sa formation.
Durant l'époque des seigneurs de la guerre (1916-1928), Hu est membre de la clique du Yunnan, et participe à la destitution du gouverneur Tang Jiyao. Avec Long Yun, il est nommé commandant de la 39e armée.
Hu est membre de l'État-major du comité militaire durant la Seconde Guerre mondiale.
Pendant la guerre civile chinoise, il participe avec le 11e corps d'armée à la lutte contre le Parti communiste chinois, mais est tué dans le Sud-Est du Guangxi en 1949.